# Gerry Rafferty
Gerald Rafferty, meglio conosciuto come Gerry Rafferty (Paisley, 16 aprile 1947 – Bournemouth, 4 gennaio 2011), è stato un cantautore e chitarrista scozzese.

## Biografia

### Gioventù e carriera
Figlio di madre scozzese e padre irlandese, da giovane iniziò a guadagnare esibendosi nella Metropolitana di Londra ed il suo brano di maggior successo, Baker Street, è ispirato proprio a quelle sue esperienze giovanili.
Le prime esperienze professionali cominciarono con la collaborazione con Billy Connolly nella band The Humblebums. Nel 1971 registrò il suo primo album solista, Can I Have My Money Back. Nel 1972, col suo vecchio compagno di scuola Joe Egan, fondò gli Stealers Wheel, gruppo che, però, non ottenne successi degni di nota, a parte il singolo Stuck in the Middle with You riportato al successo in epoche successive. Il gruppo si sciolse nel 1975.
Nel 1978, Rafferty incise l'album solista City to City, che includeva Baker Street, brano che raggiunse la terza posizione nelle classifiche inglesi e la seconda in quelle statunitensi. L'album vendette oltre 5 000 000 di copie, superando Saturday Night Fever dei Bee Gees. A parte il successivo Night Owl, i lavori seguenti non ottennero riscontri di pubblico e di critica paragonabili a quelli ottenuti con City To City.

### Gli ultimi anni
Nel 2008 fu ricoverato al St. Thomas Hospital a Londra per problemi al fegato.
Nel novembre 2010 fu nuovamente ricoverato, questa volta all'ospedale di Bournemouth (sempre nel Dorset), per gravi complicazioni al fegato dovute a problemi di alcolismo. Rafferty morì il 4 gennaio 2011, all'età di 63 anni.

## Vita privata
Appena ventenne sposò Carla Ventilla, di cinque anni più giovane: la ragazza era un'apprendista parrucchiera. Il matrimonio finì con un divorzio. Rafferty poi visse nel Dorset, con Enzina Fuschini, nota artista di fama internazionale, e come Carla Ventilla, di origine italiana.

## Discografia

### Album in studio
- 1971 - Can I Have My Money Back?
- 1978 - City to City
- 1979 - Night Owl
- 1980 - Snakes and Ladders
- 1982 - Sleepwalking
- 1988 - North and South
- 1992 - On a Wing and a Prayer
- 1994 - Over My Head
- 2000 - Another World

### Raccolte
- 1974 - Gerry Rafferty
- 1989 - Right Down the Line: The Best of Gerry Rafferty
- 1995 - One More Dream: The Very Best of Gerry Rafferty
- 1998 - Baker Street
- 2006 - Days Gone Down: The Anthology: 1970-1982
- 2009 - Life Goes On
- 2011 - Gerry Rafferty & Stealers Wheel: Collected

### Singoli
- 1971 - Can I Have My Money Back?
- 1977 - City to City
- 1978 - Baker Street
- 1978 - Right Down the Line
- 1978 - Home and Dry
- 1978 - The Ark
- 1978 - Whatever's Written in Your Heart
- 1979 - Night Owl
- 1979 - Days Gone Down
- 1979 - Get It Right Next Time
- 1980 - Bring It All Home
- 1980 - Royal Mile (Sweet Darlin')
- 1990 - Baker Street (remix)